# Manifa
Manifa (arabisch منيفة, DMG Manīfa) ist ein großes, küstennahes unterseeisches Ölfeld in Saudi-Arabien. Es wurde 1957 entdeckt und nach anfänglicher Erschließung zunächst wieder verschlossen.
Das Feld enthält Schweröl mit hohen Anteilen an Vanadium und Schwefelwasserstoff, das lange Zeit als nicht raffinierbar galt. Im Zuge des Baus weiterer moderner Raffinerien sollte das Öl aus Manifa aber einen wichtigen Beitrag zur Kapazitätssteigerung des saudischen Ölausstoßes leisten, die für die Zeit nach 2009 vorgesehen war.
2006 wurden erneut Vorarbeiten an dem Ölfeld begonnen, 2008 sollten nach Vertragsabschlüssen die Bohrungen beginnen. Dies verzögerte sich jedoch bis ins erste Quartal 2010, weswegen auch die projektierte Inbetriebnahme 2011 nicht eingehalten werden konnte. Im September wurde von einer Fertigstellung 2015 ausgegangen, die erste Ölförderung sollte 2013 beginnen.
Für die Erschließung des Manifa-Ölfelds wurden von einer belgischen Firma zahlreiche künstliche Inseln, eine Dammstraße sowie umfangreiche Brückenbauten im Flachwasser errichtet.

## Quelle
- Beschreibung des Ölunternehmens Saudi Aramco
- Aktuelle Projektbeschreibung bei hydrocarbons-technology.com